# Santuario di Maria Santissima di Custonaci
Il santuario di Maria Santissima di Custonaci è un santuario cattolico dedicato alla Vergine Maria che si trova proprio al centro del paese di Custonaci, in provincia di Trapani.
La Madonna di Custonaci è custode dei comuni dell'Agro ericino.

## Storia
La costruzione dell'edificio è datata intorno alla seconda metà del '500, su una precedente cappella della vergine Maria della Concezione.
Con il passare dei secoli, l’originaria cappella è stata più volte restaurata ed allargata.
Il primo lavoro fu fatto nel 1536, poi tra il 1727 e il 1772, e infine il più grande restauro tra il 1870 ed il 1900 ad opera di Mons. Giuseppe Rizzo, che modificò totalmente il Santuario, compresa l'imponente scalinata con l’artistico selciato, la facciata in stile gotico e le colonne.
Nel 1909 fu eretta l'omonima parrocchia. Nel 2012, alcuni lavori di adeguamento liturgico dell'area presbiteriale, arricchiscono il santuario di un nuovo altare, un nuovo ambone e una nuova sede oltre al riposizionamento della settecentesca balaustra.

## Descrizione

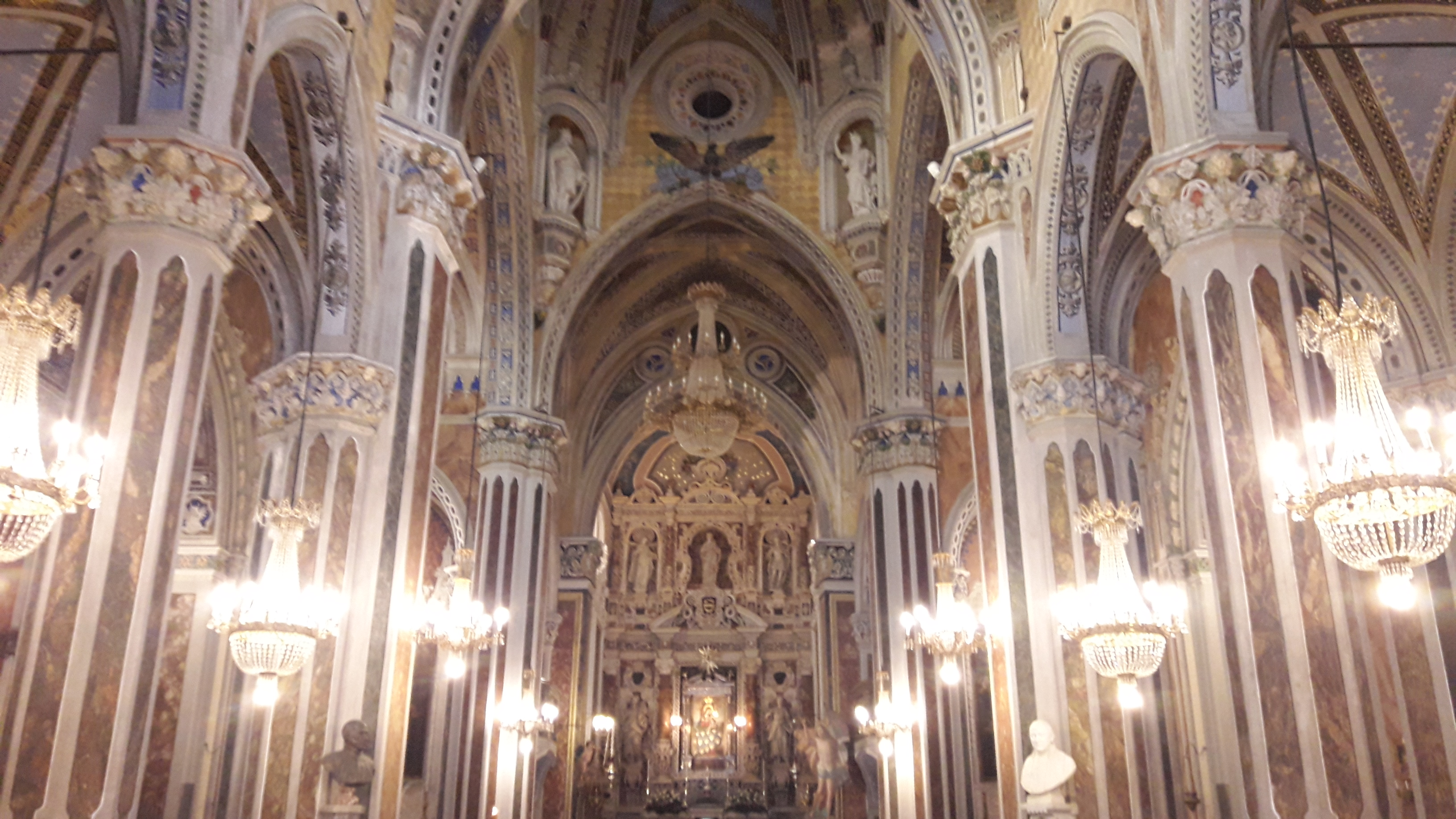
L'interno del santuario

Un singolare sagrato circonda il santuario, pavimentato con piccoli ciottoli di fiume che vanno a formare unici ed eleganti disegni con motivi floreali e geometrici. La facciata presenta un rosone in tufo a vetri colorati. L’impianto interno è a croce romana con tre diverse navate divise da colonne in muratura dipinte con effetti marmorei dalle quali si innalzano archi a sesto acuto che richiamano gli stilemi gotici. 
L’altare maggiore, realizzato in stile barocco nel 1627, è abbellito da marmi policromi; nel complesso marmoreo del presbiterio è presente una statua in marmo dell’Immacolata, risalente alla prima metà del XVII secolo, e sui due lati,  le statue in legno di Sant’Alberto e San Giuliano, patroni di Erice.
Nella parte centrale inferiore, possiamo ammirare l’immagine di Maria Santissima di Custonaci, un prezioso dipinto realizzato da Antonello da Messina nel XV secolo. Davanti ad essa è collocata la Lampada della Pace, donata nel 2011 dai comuni ericini, che rimane sempre accesa.

## Opere

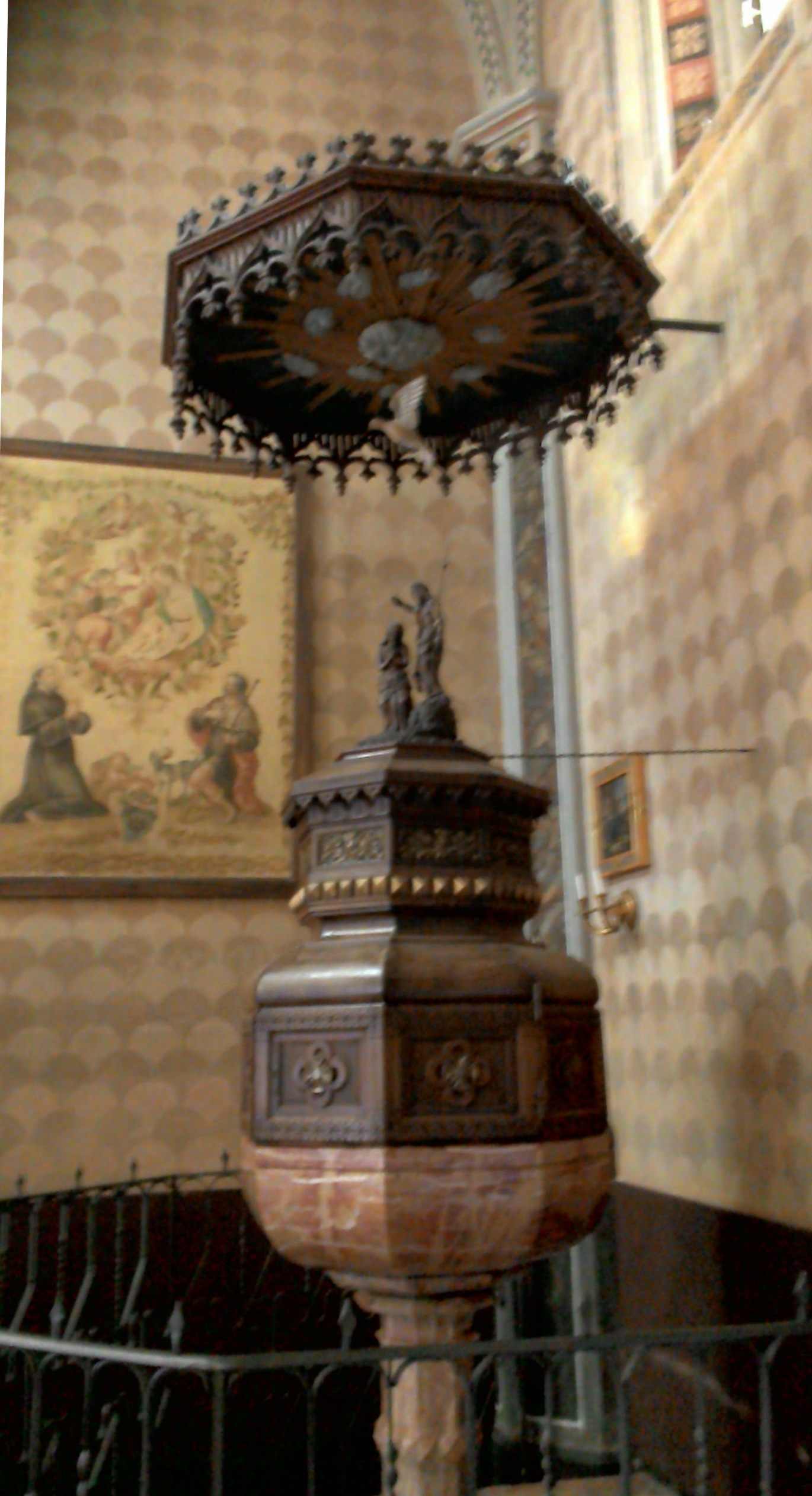
Battistero

Nel cappellone, il settecentesco coro ligneo intagliato e sovrastato da due affreschi della prima metà del '700 di Domenico La Bruna: la Natività della Vergine e la Natività di Cristo con i pastori.
Nella navata destra, vicino all'ingresso, si trova un quadro dell'Ecce Homo (in tela e carta) e sulla porta laterale un affresco che rappresenta un Trasporto ad Erice Vetta, del quadro posto dentro la “Vara”.
In fondo alla navata destra due altari: quello di destra presenta un Crocifisso ligneo del XVIII secolo e una statua raffigurante la Madonna in cartapesta; nell'altare di fronte è custodita una tela raffigurante San Pietro Nolasco (fine XVII - inizio XVIII secolo), dipinto realizzato da Giuseppe Felici.
Nella navata sinistra, in prossimità dell'ingresso, è collocata una tela raffigurante la Natività con San Francesco e San Rocco, opera di Domenico La Bruna; sotto di essa il battistero, con una conca e fusto realizzati in marmo da Mario Bruno e figli nel 1884, e un cupolino in legno dallo scultore Giacomo Miceli nel 1891.
Sopra la porta sinistra è realizzato un affresco recante la rappresentazione dello sbarco dell'immagine di Maria a Cala di Buguto, accanto ad esso si trova un confessionale in legno; nella parte terminale della navata vi sono altri due altari: in quello sinistro ospita la statua lignea raffigurante San Giuseppe Lavoratore del (1800), in quello di fronte, una tela del 1772 raffigurante il Transito di San Giuseppe di Giuseppe Felici.
Nell'annesso museo Arte e Fede è custodita una tempera su legno (di cm 205x85) del 1541, della bottega del Antonello Crescenzio, raffigurante una Madonna in trono con bambino.Anticamente era utilizzata come porta: rinvenuta all'inizio degli Anni Settanta del XX secolo, è stata restaurata.

## Culto della Madonna di Custonaci

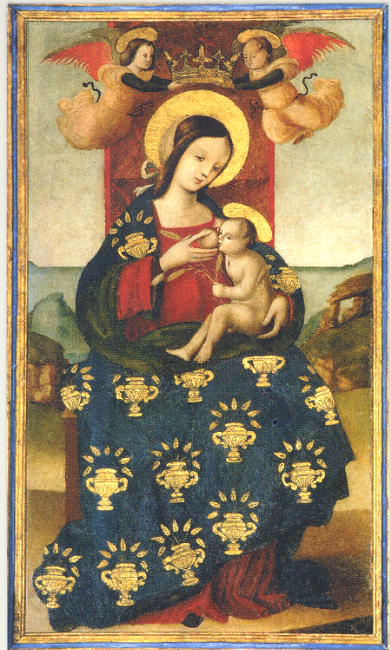
Il dipinto della Madonna di Custonaci della scuola di Antonello da Messina

Un dipinto della Madonna che allatta il bambin Gesù, dà origine al culto: la tradizione vuole che prenda avvio dopo il dono nel 1400 di un quadro raffigurante una Madonna col bambino, da parte di una nave francese che trasportava il dipinto da Alessandria d'Egitto e che scampò a una tempesta, dopo aver invocato Maria Santissima, rifugiandosi nel golfo di Cornino. In breve sostituì nell'Agro ericino l’antico culto pagano per la dea Venere.
Si tratta in realtà di una tavola in pioppo preparata con gesso, dipinta ad olio nella quale gli studiosi ravvisano l’impronta di un artista della bottega di Antonello da Messina. Il recente restauro ha messo alla luce una data di difficile lettura: 1471 o 1521.
Il culto di Maria SS. di Custonaci, grazie ai diversi miracoli ricevuti per sua intercessione, si estese in tutto il territorio dell'Agro ericino. Già dal 1630, Monte San Giuliano (l'attuale Erice), a seguito di una delibera municipale, elesse la Madonna di Custonaci come Patrona principale, ma già nel 1574 aveva ottenuto da papa Gregorio XIII il patronato sul miracoloso Quadro. Anche Trapani, nell'aprile 1776 a seguito di una lunga siccità, finita grazie all'intervento dell'Immacolata, la eleggeva come Patrona.
Ci fu una grande diffusione della devozione verso questa sacra Immagine in buona parte della Sicilia (Favignana, Castelvetrano, Sciacca ecc), ma pure in Spagna, Francia, Tunisia e nelle Americhe.
Nel 1752 viene solennemente incoronato con decreto e beneplacito di Papa Benedetto XIV dal Capitolo Vaticano col titolo di Maria SS. di Custonaci.

### La festa
La festività, che secondo alcune fonti storiche ebbe inizio nel 1572, dura quattro giorni, dall'ultima domenica all'ultimo mercoledì di agosto; giorni prima viene effettuata una novena e un pellegrinaggio che, partendo dallo Sperone, si conclude al santuario di Maria SS. di Custonaci. La domenica, prima della Messa solenne, il sindaco di Custonaci recita una preghiera di affidamento alla Madonna, accende un cero e consegna le chiavi della città. Sul capo della Vergine e di Gesù Bambino vengono poste le corone del 1700.
La sera, già da alcuni anni, si tiene la serata finale del Festival Internazionale del Folklore.
Il lunedì sera ha luogo la Rievocazione storica dello sbarco della sacra immagine della Madonna, presso la Baia di Cornino: una nave, seguita da diverse imbarcazioni, consegna ai marinai locali il "quadro della Madonna". 
Dopo lo sbarco, accompagnato dai canti tradizionali di un gruppo folkloristico e dai fuochi pirotecnici, segue la processione con il trasporto della Sacra Immagine al santuario.
Il martedì ci sono i vespri e i carri storico-allegorici sulla vita della Madonna. I festeggiamenti si concludono il mercoledì, con la processione per le vie cittadine e i giochi pirotecnici.